# 1978년
1978년은 일요일로 시작하는 평년이다.

## 사건
- 1월 14일 - 대한민국의 영화배우 최은희, 홍콩에서 납북.
- 4월 20일 - 대한항공 902편 격추 사건 발생.
- 7월 6일 -  박정희 대통령이 제9대 대통령 선거에서 통일주체국민회의 대의원의 간접 선거로 인하여 대통령으로 선출되었다.
- 7월 7일 - 솔로몬 제도 독립
- 8월 12일 - 중국과 일본, 평화우호조약 조인.
- 8월 26일 - 교황 요한 바오로 1세, 263대 로마 교황 취임.
- 9월 3일 - 신현확 보사부 장관, 세계보건기구(WHO) 회의 참석위해 대한민국 정부 각료로는 최초로 소비에트 연방 입국.
- 9월 16일 - 이란서 대지진 발생, 1만 5천여 명 사망.
- 9월 17일
  - 대한민국, 소련군 침공후 들어선 아프가니스탄 친소정부와 단교.
  - 이집트의 안와르 사다트 대통령과 이스라엘의 메나헴 베긴 총리가 캠프데이비드 협정에 서명하다.
- 9월 19일 - 솔로몬 제도, 유엔 가입.
- 10월 1일 - 투발루 독립.
- 10월 5일 - 대한민국 정부, 자연보호헌장 선포.
- 10월 7일 - 대한민국에서 1978년 홍성 지진이 발생하다.
- 10월 16일 - 폴란드 출신의 요한 바오로 2세가 제264대 교황에 오르다.
- 10월 17일 - 일본 야스쿠니 신사에 도조 히데키 등 A급 전범 14명이 비밀리에 합사되다.
- 11월 3일 - 도미니카 연방 독립
- 11월 6일 - 이란, 군사정권 성립.
- 11월 18일 - 가이아나에서 짐 존스가 이끄는 신흥종교인 인민사원에서 집단 자살 사건이 발생하다.
- 12월 12일 - 제10대 국회의원 선거가 실시되었다.
- 12월 18일 - 도미니카 연방, 유엔 가입.
- 12월 27일 - 박정희 대통령이 대한민국 제9대 대통령에 취임하였다.

## 문화
- 1월 2일 - 노이바이 국제공항 개항.
- 4월 14일 - 대한민국 서울특별시 종로구에서 세종문화회관이 준공 및 개관했다.
- 6월 1일 - 1978년 아르헨티나 월드컵이 개막하였다.
- 6월 19일 - 대한민국 혼 · 분식 장려정책 공식적으로 폐지
- 6월 22일 - 명왕성의 위성 카론 발견.
- 6월 25일 - 아르헨티나 축구 국가대표팀, 자국에서 열린 1978년 아르헨티나 월드컵 최초로 우승하였다.
- 7월 14일 - 보잉 767이 런칭되었다.
- 7월 30일 - 일본 오키나와현에서 대면 통행이 좌측 통행으로 전환.
- 8월 30일 - 대한민국, 부산에서 제24회 국제기능올림픽 개막.
- 9월 20일 - 대한민국, 고려대장경 초주본 59종 73권 발견.
- 9월 27일 - 제 42회 세계 사격 선수권 대회, 서울에서 개최.
- 9월 30일 - 김성준, 세계 권투 평의회(World Boxing Council, WBC) 라이트플라이급 세계챔피언 획득.

## 탄생

### 1월
- 1월 1일 - 인도의 배우 비디아 발란.
- 1월 2일
  - 일본의 성우 토요구치 메구미.
  - 대한민국의 배우 윤세아.
- 1월 3일
  - 대한민국의 배우 박솔미.
  - 대한민국의 배우 김민진.
  - 쿠바의 역도 선수 요르다니스 보레로.
- 1월 4일 - 대한민국의 배우 사강.
- 1월 5일
  - 미국의 영화배우 재뉴어리 존스.
  - 대한민국의 전 배구 선수 백승헌.
  - 대한민국의 영화 배우 진선미.
- 1월 6일
  - 대한민국의 싱어송라이터 양양.
  - 일본의 싱어송라이터 츠지 아야노.
- 1월 7일 - 싱가포르의 전 축구 선수 대니얼 베넷.
- 1월 8일 - 대한민국의 배우 박진희.
- 1월 9일 - 이탈리아의 축구 선수 젠나로 가투소.
- 1월 10일
  - 미국의 프로레슬링 선수 타미나 스누카.
  - 대한민국의 가수 김현성.
  - 대한민국의 가수 윤상훈.
- 1월 11일 - 영국의 축구 선수 에밀 헤스키.
- 1월 12일
  - 대한민국의 미스코리아, 배우 김사랑.
  - 대한민국의 배우 심형탁.
  - 대한민국의 야구 선수 강봉규.
  - 대한민국의 작가 홍정훈.
  - 대한민국의 유도 선수 장성호.
  - 대한민국의 가수, 뮤지컬 배우 허규.
- 1월 13일 - 대한민국의 양궁 선수 최원종.
- 1월 15일 - 미국의 배우 제이미 클레이턴.
- 1월 16일
  - 대한민국의 전 야구 선수, 현 야구 코치 홍세완.
  - 일본의 배우, 슈트 액터, 스턴트맨 에이토쿠.
- 1월 17일
  - 대한민국의 배우 한상진.
  - 일본의 일러스트레이터 스즈히라 히로.
- 1월 18일
  - 대한민국의 가수 김영우 (스윗 소로우).
  - 대한민국의 가수 신동욱 (구피).
  - 태국의 역도 선수 완디 카미암.
- 1월 20일
  - 대한민국의 배우 김인권.
  - 프랑스의 배우 오마르 시.
- 1월 21일 - 대한민국의 변호사 박지현.
- 1월 22일 - 대한민국의 배우 이원재.
- 1월 23일 - 대한민국의 기업인 구광모.
- 1월 24일
  - 일본의 성우 미야하라 나미.
  - 카자흐스탄 태생 러시아의 레슬링 선수 규젤 마뉴로바.
  - 일본의 전 축구 선수 묘진 도모카즈.
- 1월 25일
  - 우크라이나의 희극인, 대통령 볼로디미르 젤렌스키.
  - 세르비아의 사격 선수 안드리야 즐라티치.
- 1월 27일 - 일본의 전 축구 선수 고바야시 요시유키.
- 1월 28일
  - 이탈리아의 축구 선수 잔루이지 부폰.
  - 세네갈의 축구 선수 파파 부바 디오프.
  - 잉글랜드의 전 축구 선수 제이미 캐러거.
- 1월 30일 - 스웨덴의 가수 다니엘 린드스트룀.
- 1월 31일 - 대한민국의 가수 김장원. (데이브레이크)

### 2월
- 2월 3일 - 대한민국의 가수 채리나 (룰라).
- 2월 5일
  - 대한민국의 배우 김선빈.
  - 대한민국의 배우, 미스코리아 최지현.
- 2월 6일
  - 대한민국의 전 테니스 선수 전미라.
  - 우즈베키스탄의 권투 선수 루스탐 사이도프.
- 2월 7일
  - 대한민국의 일러스트레이터 김형태.
  - 미국의 배우 애슈턴 쿠처.
  - 벨기에의 전 축구 선수 다니엘 판 바위턴.
- 2월 10일
  - 푸에르토리코의 가수 돈 오마르.
  - 대한민국의 배우 조운.
  - 미국의 전 야구 선수 세드릭 바워스.
  - 대한민국의 농구 선수 문태영.
- 2월 11일 - 대한민국의 가수 베니.
- 2월 12일 - 대한민국의 영화배우, 연극배우 박정민.
- 2월 13일 - 대한민국의 나레이터 도우미 모델 강보영.
- 2월 14일
  - 미국의 배우 다나이 구리라.
  - 리투아니아의 농구 선수 다류스 송가일라.
  - 대한민국의 배우 김수현.
- 2월 15일
  - 대한민국의 작곡가 이루마.
  - 대한민국의 배우 이현영.
  - 대한민국의 음악가 길.
- 2월 16일 - 대한민국의 가수, 뮤지컬 배우 이민재.
- 2월 17일 - 영국의 배우 로리 키니어.
- 2월 18일 - 크로아티아의 축구 선수 요시프 시무니치.
- 2월 19일
  - 대한민국의 액션 배우 서왕석.
  - 일본의 성우 히라타 히로미.
- 2월 20일 - 독일의 배우 율리아 옌치.
- 2월 21일
  - 대한민국의 배우 김하늘.
  - 대한민국의 방송인 성승헌.
- 2월 22일 - 타이완의 배우 온승호.
- 2월 23일 - 대한민국의 목사 오훈.
- 2월 24일
  - 대한민국의 래퍼 개리 (허니 패밀리, 리쌍).
  - 대한민국의 성우 김동하.
  - 일본의 전 축구 선수 사카모토 마사타카.
- 2월 25일
  - 일본의 축구 선수 나카자와 유지.
  - 대한민국의 전 야구 선수 최승환.
  - 대한민국의 전 축구 선수 이관우.
- 2월 26일
  - 대한민국의 배우 임치우.
  - 사우디아라비아의 축구 선수 모하메드 누르.
- 2월 27일
  - 대한민국의 배우 김준현.
  - 조지아의 축구 선수 카하 칼라제.

### 3월
- 3월 1일
  - 일본의 성우 노가와 사쿠라.
  - 대한민국의 배우 오승현.
  - 미국의 배우 젠슨 애클스.
  - 대한민국의 배우 지건우. (~2023년)
- 3월 2일 - 대한민국의 가수 이지형.
- 3월 3일
  - 대한민국의 가수 서문탁.
  - 대한민국의 배우 최귀화.
- 3월 4일 - 대한민국의 전 야구 선수, 현 야구 코치 정수성.
- 3월 6일 - 대한민국의 게임 해설가, 방송인 김양중.
- 3월 7일
  - 대한민국의 시인 박진성.
  - 대한민국의 성우 윤승희.
- 3월 8일
  - 일본의 전 종합격투기 선수 스도 겐키.
  - 일본의 성우, 배우 코마츠 유카.
- 3월 9일
  - 대한민국의 아나운서 최인희.
  - 오스트레일리아의 축구 선수 루커스 닐.
- 3월 11일
  - 대한민국의 배우 하정우.
  - 대한민국의 경찰, 정치인 이지은.
  - 코트디부아르의 축구 선수 디디에 드로그바.
- 3월 12일
  - 대한민국의 배우 남궁민.
  - 일본의 만화가 다네무라 아리나.
  - 네덜란드의 스피드 스케이팅 선수 카린 클레이뵈커르.
- 3월 13일 - 대한민국의 희극인 정태호.
- 3월 14일
  - 대한민국의 가수 문희준 (H.O.T.).
  - 대한민국의 배우 주인영.
- 3월 15일
  - 대한민국의 전직 축구 선수 김경진.
  - 대한민국의 희극인, 방송인, 사회자 정형돈.
- 3월 16일
  - 미국의 배우 브룩 번즈.
  - 대한민국의 스피드 스케이팅 선수 이규혁.
- 3월 18일 - 대한민국의 농구 선수 이승준.
- 3월 19일
  - 미국의 래퍼 제드 (디베이스).
  - 오스트레일리아의 싱어송라이터, 배우 렌카.
- 3월 20일 - 일본의 싱어송라이터 오쿠 하나코.
- 3월 21일 - 대한민국의 배우 백도빈.
- 3월 23일
  - 대한민국의 정치인 서진희.
  - 아르헨티나의 축구 선수 왈테르 사무엘.
- 3월 24일
  - 대한민국의 만화가 박소희.
  - 일본의 가수 모치다 카오리. (Every Little Thing의 보컬)
  - 체코의 축구 선수 토마시 우이팔루시.
- 3월 26일
  - 대한민국의 배우 김도연.
  - 쿠바의 권투 선수 안드리 라피타.
- 3월 28일 - 대한민국의 기업인, 축구해설위원 홍이삭.
- 3월 31일 - 대한민국의 가수 반.

### 4월
- 4월 2일 - 미국의 배우, 가수 제이미 레이 뉴먼.
- 4월 3일
  - 대한민국의 배우 박시후.
  - 대한민국의 배우 강성훈.
- 4월 5일
  - 대한민국의 가수 소향.
  - 대한민국의 전 야구 선수 조승현.
  - 대한민국의 전 야구 선수 오태근.
  - 대한민국의 아나운서 최동석.
  - 대한민국의 전 야구 선수 윤태수.
- 4월 6일 - 대한민국의 래퍼 천명훈 (하모하모, NRG).
- 4월 8일 - 일본의 가수 다이고 (브레이커즈).
- 4월 9일
  - 포르투갈의 축구 선수 조르즈 안드라드.
  - 일본의 성우 오오하라 타카시.
- 4월 10일 - 대한민국의 배구 선수 신경수.
- 4월 13일
  - 스페인의 축구 선수 카를레스 푸욜.
  - 대한민국의 배우 홍기준.
  - 미국의 배우 카일 하워드.
- 4월 14일 - 대한민국의 배우 임지규.
- 4월 15일
  - 조지아의 피아노 연주자 기오르기 라사비제.
  - 푸에르토리코의 가수, 작곡가, 배우 루이스 폰시.
- 4월 16일 - 인도의 배우 라라 두타.
- 4월 17일
  - 대한민국의 성우 박지윤.
  - 일본의 축구 선수 야마구치 사토시.
- 4월 18일 - 대한민국의 희극인 조윤호.
- 4월 19일
  - 아르헨티나의 축구 선수 가브리엘 에인세.
  - 미국의 배우 제임스 프랭코.
- 4월 20일
  - 대한민국의 전 배우 박영희.
  - 대한민국의 방송인 하경민.
- 4월 22일 - 대한민국의 가수 이주현.
- 4월 27일 - 일본의 성우 모치즈키 히사요.
- 4월 28일
  - 대한민국의 가수 안수지.
  - 대한민국의 바이애슬론 선수 김자연.
  - 오스트리아의 알파인 스키 선수 미하엘 발흐호퍼.
- 4월 29일 - 캐나다의 배우 맷 오스틴.
- 4월 30일
  - 미국의 배우 로즈 롤린스.
  - 독일의 배우 잔드라 휠러.

### 5월
- 5월 1일 - 임입문.
- 5월 2일 - 대한민국의 배우 조지환.
- 5월 3일 - 대한민국의 야구 선수 고지행.
- 5월 4일
  - 일본의 성우 오노 다이스케.
  - 미국의 리포터, 방송인 에린 앤드루스.
- 5월 5일 - 일본의 일러스트레이터, 뮤지션 간자키 히로.
- 5월 6일 - 대한민국의 성우 전지원.
- 5월 7일 - 미국의 농구 선수 숀 매리언.
- 5월 8일
  - 대한민국의 래퍼 장우혁.
  - 브라질의 축구 선수 루시우.
- 5월 9일 - 대한민국의 방송인 송이진.
- 5월 10일 - 일본의 야구 선수 야마이 다이스케.
- 5월 12일 - 일본의 아이돌 이시구로 아야.
- 5월 13일
  - 일본의 성우 마지마 준지.
  - 미국의 전 프로 야구 선수 라이언 부크비치.
  - 미국의 농구 선수 마이크 비비.
- 5월 14일 - 일본의 성우 나카무라 치에.
- 5월 15일
  - 대한민국의 바둑 기사 백대현.
  - 대한민국의 전 야구 선수 박우호.
  - 대한민국의 아나운서 배성재.
  - 대한민국의 가수, 배우 최형석.
- 5월 18일
  - 미국의 전 야구 선수 마커스 자일스.
  - 포르투갈의 축구 선수 히카르두 카르발류.
  - 대한민국의 트로트 가수 김민채.
  - 일본의 전 축구 선수 모리타 히로시.
- 5월 19일 - 브라질의 이종격투기 선수 줄루징요.
- 5월 22일 - 대한민국의 전 야구 선수 김윤일.
- 5월 23일 - 러시아의 체조 선수 알렉세이 본다렌코.
- 5월 24일 - 대한민국의 교수, 작가 이지선.
- 5월 25일
  - 대한민국의 가수 이동윤 (태사자).
  - 대한민국의 배우 이정진.
- 5월 26일 - 대한민국의 종합격투기 선수 정부경.
- 5월 28일 - 대한민국의 배우 차승우.
- 5월 29일 - 대한민국의 배우 여호민.
- 5월 30일
  - 대한민국의 배우 김재인.
  - 브라질의 종합격투기 선수 료투 마치다.

### 6월
- 6월 1일
  - 대한민국의 가수 서정환.
  - 미국의 모델, 배우 레아 더럼.
- 6월 2일
  - 영국의 배우 도미닉 쿠퍼.
  - 대한민국의 우주인 이소연.
  - 대한민국의 정치인 강선우.
  - 미국의 배우 니키 콕스.
- 6월 5일
  - 일본의 성우 이노쿠치 유카.
  - 일본의 성우 콘도 타카유키.
  - 대한민국의 소설가 배명훈.
- 6월 6일 - 대한민국의 배우 김동희.
- 6월 7일 - 대한민국의 가수 토니 안 (H.O.T., JtL).
- 6월 8일 - 대한민국의 래퍼 은지원 (젝스키스).
- 6월 9일
  - 독일의 축구 선수 미로슬라프 클로제.
  - 영국의 싱어송라이터 매슈 벨러미 (뮤즈).
- 6월 10일 - 대한민국의 배우 주민준.
- 6월 12일 - 대한민국의 유도 선수 황희태.
- 6월 13일
  - 미국의 배우 이선 엠브리.
  - 대한민국의 정당인 이주희.
- 6월 14일
  - 대한민국의 배우 이지은.
  - 중화민국의 가수, 모델, 배우 쉬시디.
- 6월 15일 - 대한민국의 농구 선수 한서윤.
- 6월 16일 - 독일의 배우 다니엘 브륄.
- 6월 17일
  - 대한민국의 전 가수 김무경 (유비스).
  - 대한민국의 축구 선수 기우성.
- 6월 19일
  - 미국의 배우 조이 살다나.
  - 일본의 가수 Revo.
  - 독일의 농구 선수 덕 노비츠키.
- 6월 20일
  - 대한민국의 가수, 드러머 달리 (노브레인).
  - 대한민국의 배우 정가은.
  - 잉글랜드의 축구 선수 프랭크 램파드.
- 6월 21일 - 미국의 골프 선수 맷 쿠차.
- 6월 22일 - 영국의 자동차 경주 선수 댄 웰던. (~2011년)
- 6월 23일 - 대한민국의 전 루지 선수 겸 정치가 이용.
- 6월 24일
  - 대한민국의 가수, 배우 브이원.
  - 대한민국의 스켈레톤 선수, 스켈레톤 감독 조인호.
  - 아르헨티나의 축구 선수 후안 로만 리켈메.
  - 일본의 축구 선수 나카무라 슌스케.
- 6월 26일 - 대한민국의 배우 최규환.
- 6월 27일 - 일본의 전 축구 선수 하야시 고헤이.
- 6월 28일 - 대한민국의 배우 하지원.
- 6월 29일
  - 미국의 가수 니콜 셰르징거 (푸시캣 돌스).
  - 미국의 음악가 샘 패러. (팬텀 플래닛)

### 7월
- 7월 1일
  - 대한민국의 야구 선수 김일경.
  - 조지아의 권투 선수 블라디메르 찬투리아.
  - 대한민국의 가수 이청아
- 7월 2일
  - 대한민국의 작곡가 전수연.
  - 토고의 축구 선수 코시 아가사.
- 7월 3일
  - 대한민국의 아나운서 김보민.
  - 일본의 전 축구 선수 다무라 나오히로.
- 7월 4일
  - 벨기에의 축구 선수 에밀 음펜자.
  - 일본의 만화가 무라타 유스케.
- 7월 5일 - 대한민국의 핸드볼 선수 남광현. (~2010년)
- 7월 6일
  - 대한민국의 래퍼 오진환 (원타임).
  - 대한민국의 배우 강성미.
  - 카자흐스탄의 레슬링 선수 다닐 할리모프. (~2020년)
- 7월 7일 - 쿠바의 레슬링 선수 알렉시스 로드리게스.
- 7월 9일 - 미국의 배우 카일 데이비스.
- 7월 10일 - 일본의 배우 고이즈미 코타로.
- 7월 11일 - 대한민국의 배우 김강우.
- 7월 12일
  - 미국의 배우 미셸 로드리게스.
  - 튀니지의 축구 선수 지아드 자지리.
  - 미국의 배우 토퍼 그레이스.
- 7월 13일 - 미국의 레즈 선수 라이언 루드윅.
- 7월 15일
  - 대한민국의 성우 방우호.
  - 대한민국의 배우 양은용.
- 7월 17일
  - 프랑스의 영화감독 쥐스틴 트리에.
  - 브라질의 전 종합격투기 선수 히카르두 아로나.
- 7월 18일
  - 대한민국의 배우 주상욱.
  - 대한민국의 전 기상 캐스터 한희경.
- 7월 19일 - 대한민국의 디자이너 김진.
- 7월 20일 - 대한민국의 가수 김종우.
- 7월 21일 - 미국의 배우 조시 하트넷.
- 7월 22일
  - 덴마크의 축구 선수 데니스 로메달.
  - 미국의 프로레슬링 선수 판당고.
  - 말레이시아의 가수, 배우 아르니 나지라.
- 7월 23일 - 일본의 성우 코마츠 후미노리.
- 7월 25일 - 대한민국의 성우 조현정.
- 7월 26일 - 대한민국의 배우 전익령.
- 7월 28일
  - 대한민국의 가수 박지헌 (V.O.S).
  - 대한민국의 배우 김나연.
  - 대한민국의 배우, 영화감독 정단우.
- 7월 29일
  - 대한민국의 변호사 최단비.
  - 대한민국의 법조 출신 정치인 김소정.
- 7월 31일
  - 대한민국의 아나운서 김지윤.
  - 대한민국의 배우 허인영.

### 8월
- 8월 1일 - 대한민국의 가수 앤.
- 8월 3일 - 대한민국의 성우 강규리.
- 8월 4일
  - 일본의 성우 히노 사토시.
  - 대한민국의 기상캐스터 이설아.
- 8월 5일
  - 대한민국의 전 래퍼 정시운.
  - 미국의 프로레슬링 선수 신 카라.
- 8월 6일
  - 대한민국의 배우 이지아.
  - 대한민국의 야구 선수 신명철.
- 8월 7일
  - 일본의 전 야구 선수 다카하시 신지.
  - 대한민국의 기업인 이풀잎.
- 8월 8일
  - 대한민국의 배우 전정로.
  - 일본의 성우 쿠와타니 나츠코.
  - 프랑스의 축구 선수 루이 사아.
- 8월 9일 - 일본의 전 프로 야구 선수 G. G. 사토.
- 8월 10일
  - 대한민국의 배우 김민성.
  - 대한민국의 프로게임단 감독 김성환.
- 8월 11일 - 일본의 일러스트레이터, 만화가 타케다 히나타.
- 8월 13일 - 대한민국의 싱어송라이터, 가수 김일두.
- 8월 14일 - 대한민국의 배우 이동규.
- 8월 15일 - 대한민국의 방송인 신재은.
- 8월 16일
  - 대한민국의 성우 임하진.
  - 대한민국의 전 야구 선수 김덕용.
- 8월 18일
  - 미국의 희극인, 배우 앤디 샘버그.
  - 캐나다의 쇼트트랙 선수 조나탕 길메트.
- 8월 19일 - 일본의 성우 츠루오카 사토시.
- 8월 20일
  - 대한민국의 아나운서 박혜진.
  - 미국의 배우 노아 빈.
- 8월 21일 - 미국의 야구 선수 제이슨 마키.
- 8월 22일 - 영국의 배우, 방송인 제임스 코든.
- 8월 23일
  - 미국의 농구 선수 코비 브라이언트.
  - 대한민국의 아나운서, 정당인 김지혜.
- 8월 26일 - 대한민국의 기자 임재성.
- 8월 29일 - 나이지리아의 축구 선수 셀레스틴 바바야로.
- 8월 30일
  - 대한민국의 성우 권연희.
  - 우즈베키스탄의 전 축구 선수 막심 샤츠키흐.
  - 대한민국의 정치인 백수범.

### 9월
- 9월 1일
  - 대한민국의 기상 캐스터 홍서연.
  - 일본의 성우 나카지마 사키.
  - 미국의 축구 선수 올 루커스.
- 9월 2일 - 대한민국의 배우 강신철.
- 9월 3일 - 대한민국의 희극인 안상태.
- 9월 4일 - 미국의 배우 웨스 벤틀리.
- 9월 5일
  - 대한민국의 방송인 김태민. (~2023년).
  - 캐나다의 배우 로라 버트럼.
  - 미국의 야구 선수 맷 왓슨.
  - 대한민국의 가수 미스터 타이푼.
  - 중화인민공화국의 배우 위난.
- 9월 6일 - 일본의 축구 선수 사와 호마레.
- 9월 8일 - 대한민국의 가수 김주영.
- 9월 11일
  - 세르비아의 축구 선수 데얀 스탄코비치.
  - 대한민국의 아마추어 성우 김창후.
  - 대한민국의 배우 이선희.
- 9월 13일
  - 일본의 전 축구 선수 스즈무라 다쿠야.
  - 대한민국의 법조인 김승주.
- 9월 14일
  - 대한민국의 래퍼 테디 (원타임).
  - 대한민국의 아나운서 오언종.
  - 대한민국의 아나운서 김지연.
- 9월 15일
  - 대한민국의 배우 김성오.
  - 아이슬란드의 축구 선수 에이뒤르 그뷔드욘센.
- 9월 17일 - 대한민국의 레이싱 모델 강현주.
- 9월 18일
  - 대한민국의 방송인, 전 아나운서 윤소영.
  - 일본의 만화가 모리 카오루.
- 9월 19일 - 대한민국의 방송인 장영란.
- 9월 20일 - 일본의 소설가 타키모토 타츠히코.
- 9월 23일
  - 대한민국의 가수 나얼 (브라운 아이드 소울).
  - 미국의 배우 앤서니 매키.
- 9월 25일
  - 자메이카의 축구 선수 리카르도 가드너.
  - 대한민국의 배우 손유경.
  - 대한민국의 배우 김현수.
  - 푸에르토리코의 야구 선수 조엘 피네이로.
- 9월 26일
  - 대한민국의 배우 김소연.
  - 대한민국의 가수 이현섭.
  - 대한민국의 배우 전혜수.
- 9월 27일 - 대한민국의 가수 조정치.
- 9월 29일 - 이탈리아의 알파인 스키 선수 카렌 푸처.
- 9월 30일
  - 일본의 성우 스가누마 히사요시.
  - 대한민국의 배우 조성원.

### 10월
- 10월 2일
  - 대한민국의 희극인 김용명.
  - 대한민국의 배우 김영훈.
  - 일본의 가수 하마사키 아유미.
- 10월 3일
  - 대한민국의 가수 여정인.
  - 독일의 축구 선수 게랄트 아자모아.
  - 페루의 축구 선수 클라우디오 피사로.
  - 미국의 프로레슬링 선수 대니얼 올리.
- 10월 4일
  - 대한민국의 배우 고수.
  - 캐나다의 기업인 개릿 캠프.
- 10월 5일
  - 미국의 음악가 제임스 밸런타인 (마룬 5).
  - 일본의 전 축구 선수 이노우에 고헤이.
- 10월 6일 - 중국의 영화배우 하우.
- 10월 7일
  - 미국의 사업가 김범석.
  - 스위스의 스노보드 선수 지몬 쇼흐.
- 10월 8일 - 대한민국의 전시기획자 민주희.
- 10월 9일
  - 대한민국의 성우 심승한.
  - 아일랜드의 가수 니키 번.
- 10월 11일
  - 대한민국의 야구 선수 심제훈.
  - 일본의 전 축구 선수 가와구치 다쿠야.
- 10월 12일
  - 일본의 성우 조 마사코.
  - 대한민국의 전 축구 선수 김영근.
  - 에스토니아의 배우 리나 브루넬레.
- 10월 13일
  - 대한민국의 아나운서 윤현진.
  - 대한민국의 축구 선수 김효준.
- 10월 14일 - 미국의 댄스 가수 어셔.
- 10월 15일 - 대한민국의 축구 선수 유경렬.
- 10월 16일
  - 대한민국의 배우, 희극인 김현숙.
  - 대한민국의 배우 최대철.
- 10월 18일 - 일본의 성우 시라이시 미노루.
- 10월 19일
  - 대한민국의 인권 운동가 정욜.
  - 일본의 전 축구 선수 야마자키 고타로.
- 10월 21일
  - 대한민국의 태권도 선수 이선희.
  - 일본의 소설가 오쓰이치.
- 10월 23일
  - 대한민국의 가수 지선.
  - 대한민국의 수의사 나응식.
  - 대한민국의 배우 영건.
- 10월 24일 - 대한민국의 연극배우 정현영.
- 10월 25일
  - 대한민국의 만화가 배진수.
  - 대한민국의 래퍼 마스타 우.
  - 조선민주주의인민공화국의 축구 선수 안영학.
- 10월 26일
  - 말레이시아의 가수 파이잘 타히르.
  - 미국의 종합격투기 선수 CM 펑크.
- 10월 27일
  - 대한민국의 가수 및 뮤지컬 배우 해이.
  - 싱가포르의 바이올린 연주자 버네사 메이.
- 10월 28일
  - 대한민국의 마술사 최현우.
  - 영국의 배우 그웬돌린 크리스티.
  - 대한민국의 희극인 조준우.
  - 대한민국의 정치인 조성주.
- 10월 29일
  - 대한민국의 전 스타크래프트 프로게이머 김가을.
  - 대한민국의 가수 김재석 (원티드).
- 10월 30일
  - 대한민국의 래퍼, 배우 박준석 (태사자).
  - 대한민국의 래퍼 주석.
  - 대한민국의 축구 선수 김철민.
- 10월 31일
  - 대한민국의 전 야구 선수 장인규.
  - 대한민국의 방송인 대도서관.
  - 대한민국의 뮤지컬 배우 최인경.
  - 대한민국의 변호사, 정치인. 제22대 국회의원 박지혜.
  - 독일의 전 축구 선수 잉카 그링스.
  - 튀르키예의 레슬링 선수 메흐메트 외잘.

### 11월
- 11월 1일
  - 대한민국의 성우 정성훈.
  - 대한민국의 교수, 정치인 한지아.
  - 러시아의 유도 선수 안나 사라예바.
- 11월 2일 - 케냐의 전직 육상 선수 노아 응게니.
- 11월 3일
  - 대한민국의 정치인 이탄희.
  - 대한민국의 교수 임은정.
- 11월 4일 - 대한민국의 희극인 윤선희.
- 11월 5일
  - 대한민국의 성우 박성태.
  - 대한민국의 전 기상 캐스터 조경아.
- 11월 6일 - 대한민국의 배우 연정훈.
- 11월 7일
  - 일본의 가수, 배우 나가세 토모야 (TOKIO).
  - 영국의 축구 선수 리오 퍼디낸드.
  - 대한민국의 축구 선수 최현.
- 11월 8일 - 이란의 축구 선수 알리 카리미.
- 11월 9일
  - 대한민국의 배우 박현정.
  - 일본의 야구 선수 제이슨 스탠드리지.
  - 미국의 태권도 선수, 범죄자 스티븐 로페스.
- 11월 10일
  - 대한민국의 야구 선수 정대현.
  - 대한민국의 축구 선수 박재홍.
  - 미국의 래퍼 이브.
  - 일본의 성우 칸다 아케미.
  - 독일의 축구 선수 나딘 앙거러.
  - 미국의 음악 프로듀서 디플로.
  - 대한민국의 배우 진이한.
- 11월 11일
  - 대한민국의 축구 선수 백영철.
  - 대한민국의 전 축구 선수 김준협.
  - 뉴질랜드의 배우 조이 벨.
- 11월 12일
  - 독일의 배우 알렉산드라 마리아 라라.
  - 프랑스의 영화 각본가, 영화 감독 셀린 시아마.
- 11월 13일 - 대한민국의 전 야구 선수 손지환.
- 11월 15일 - 대한민국의 작가, 소설가 조남주.
- 11월 16일
  - 대한민국의 뮤지컬 배우 강필석.
  - 대한민국의 배우 원영.
- 11월 17일
  - 캐나다의 배우 레이철 매캐덤스.
  - 대한민국의 변호사, 방송인 임윤선.
- 11월 18일 - 멕시코의 축구 선수 마리벨 도밍게스.
- 11월 20일 - 대한민국의 가수 용이.
- 11월 21일 - 대한민국의 작곡가 박정욱.
- 11월 22일
  - 미국의 가수 캐런 오 (예 예 예스).
  - 프랑스의 배우 멜라니 두티.
- 11월 23일
  - 대한민국의 배우 황인영.
  - 대한민국의 농구 선수 김승현.
- 11월 24일
  - 대한민국의 변호사, 정치인 홍정민.
  - 미국의 배우 캐서린 하이글.
- 11월 25일
  - 일본의 가수 시이나 링고.
  - 대한민국의 래퍼 빅죠.
- 11월 26일 - 일본의 성우 후쿠야마 쥰.
- 11월 27일
  - 대한민국의 희극 김태현.
  - 대한민국의 슈퍼모델 이란숙.
- 11월 28일 - 대한민국의 앵커, 기자 송영석.
- 11월 29일 - 대한민국의 배우 이원재.
- 11월 30일
  - 대한민국의 장애인 탁구 선수 문성혜.
  - 멕시코의 배우 가엘 가르시아 베르날.
  - 대한민국 출신 미국 스키 선수 토비 도슨.
  - 미국의 작가, 만화가 로버트 커크먼.

### 12월
- 12월 1일 - 중화인민공화국의 축구 선수 리웨이펑.
- 12월 2일 - 캐나다의 가수 넬리 퍼타도.
- 12월 3일
  - 일본의 전 축구 선수 사카모토 고지.
  - 조선민주주의인민공화국의 역도 선수 리성희.
- 12월 4일 - 말레아시아의 가수 겸 배우 재클린 빅터.
- 12월 5일 - 대한민국의 배우 신이.
- 12월 7일
  - 대한민국의 래퍼 디기리 (허니 패밀리).
  - 미국의 배우, 감독 시리 애플비.
- 12월 8일 - 대한민국의 배우 고준.
- 12월 9일 - 대한민국의 배우 기태영.
- 12월 10일
  - 대한민국의 가수 채연.
  - 미국의 배우 서머 피닉스.
- 12월 12일
  - 대한민국의 만화가 김풍.
  - 대한민국의 배우 신승환.
- 12월 13일
  - 미국의 종합격투기 선수 BJ 펜.
  - 대한민국의 방송인 김성회.
- 12월 15일 - 대한민국의 가수 이민.
- 12월 16일
  - 대한민국의 가수 한영.
  - 일본의 영화 감독 하마구치 류스케.
- 12월 17일
  - 대한민국의 가수 루이스.
  - 필리핀의 정치인, 권투 선수 매니 파키아오.
- 12월 18일
  - 미국의 배우 케이티 홈즈.
  - 대한민국의 전 야구 선수 김원섭.
  - 대한민국의 재즈 가수 김중우.
- 12월 20일 - 대한민국의 가수 윤계상 (God).
- 12월 22일 - 미국의 래퍼 데니 안 (God).
- 12월 23일
  - 캐나다의 배우 루커스 브라이언트.
  - 잉글랜드의 방송인 조디 마시.
- 12월 24일 - 대한민국의 배우 허정도.
- 12월 25일
  - 미국의 배우 제러미 스트롱.
  - 대한민국의 영화 감독 연상호.
  - 일본의 배구 선수 다카하시 미유키.
- 12월 26일 - 대한민국의 가수 김목인.
- 12월 28일
  - 미국의 가수 존 레전드.
  - 대한민국의 가수 영준 (브라운 아이드 소울).
  - 대한민국의 성우 장민혁.
  - 대한민국의 배우 최정인.
- 12월 29일
  - 대한민국의 방송사, 아나운서 김윤지.
  - 대한민국의 배우 최정인.
  - 잉글랜드의 전 축구 선수 키어런 다이어.
- 12월 30일
  - 미국의 배우, 가수 타이리스 깁슨.
  - 카밀라.
- 12월 31일 - 미국의 한국계 비올리스트 리처드 용재 오닐.

### 미상
- 대한민국의 싱어송라이터 씨 없는 수박 김대중.
- 대한민국의 배우 김나연.
- 대한민국의 경매사 김민서.
- 대한민국의 배우 김성현.
- 대한민국의 음악가 김성환. (스트라이커스)
- 대한민국의 가수 서제이.
- 대한민국의 가수 소현아.
- 대한민국의 방송 기자, 언론인 윤지연.
- 대한민국의 영화 감독 이동은.
- 일본의 만화가, 일러스트레이터 타카하시 케이타로.
- 대한민국의 배우 겸 가수 이동은.
- 대한민국의 배구 선수 김동진.
- 대한민국의 교수 김민수.
- 대한민국의 소설가 김성민.
- 대한민국의 전 야구 선수 김수환.
- 대한민국의 영화 감독, 영화 프로듀서 신나리. (~2025년)
- 대한민국의 가수 최훈.
- 일본의 축구 선수 사토 다쿠야.
- 일본의 컬링 선수 사토 히로시.
- 일보의 바이애슬론 선수 야마다 다쿠야.
- 대한민국의 기업인 조희연.

## 사망

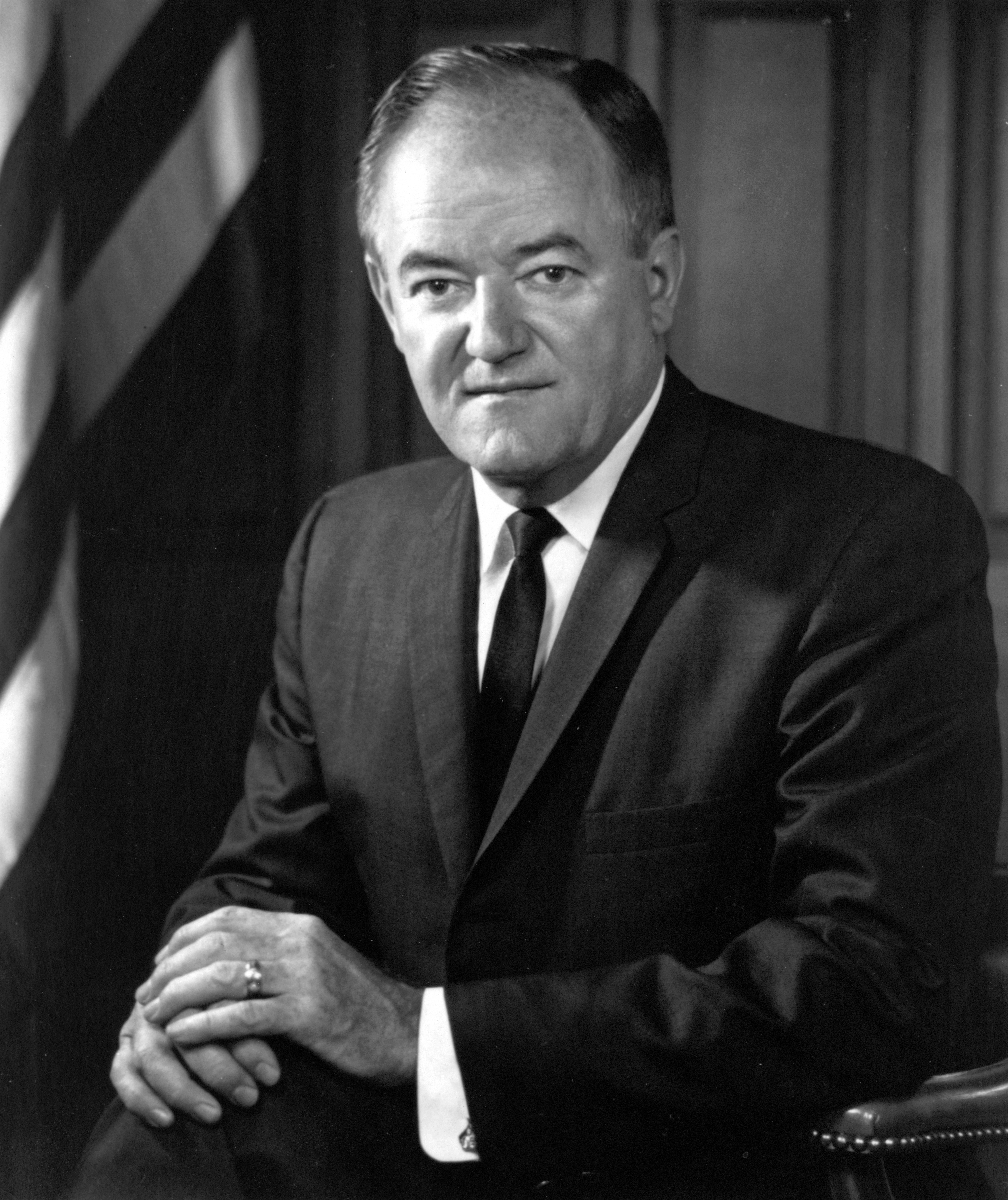
휴버트 험프리

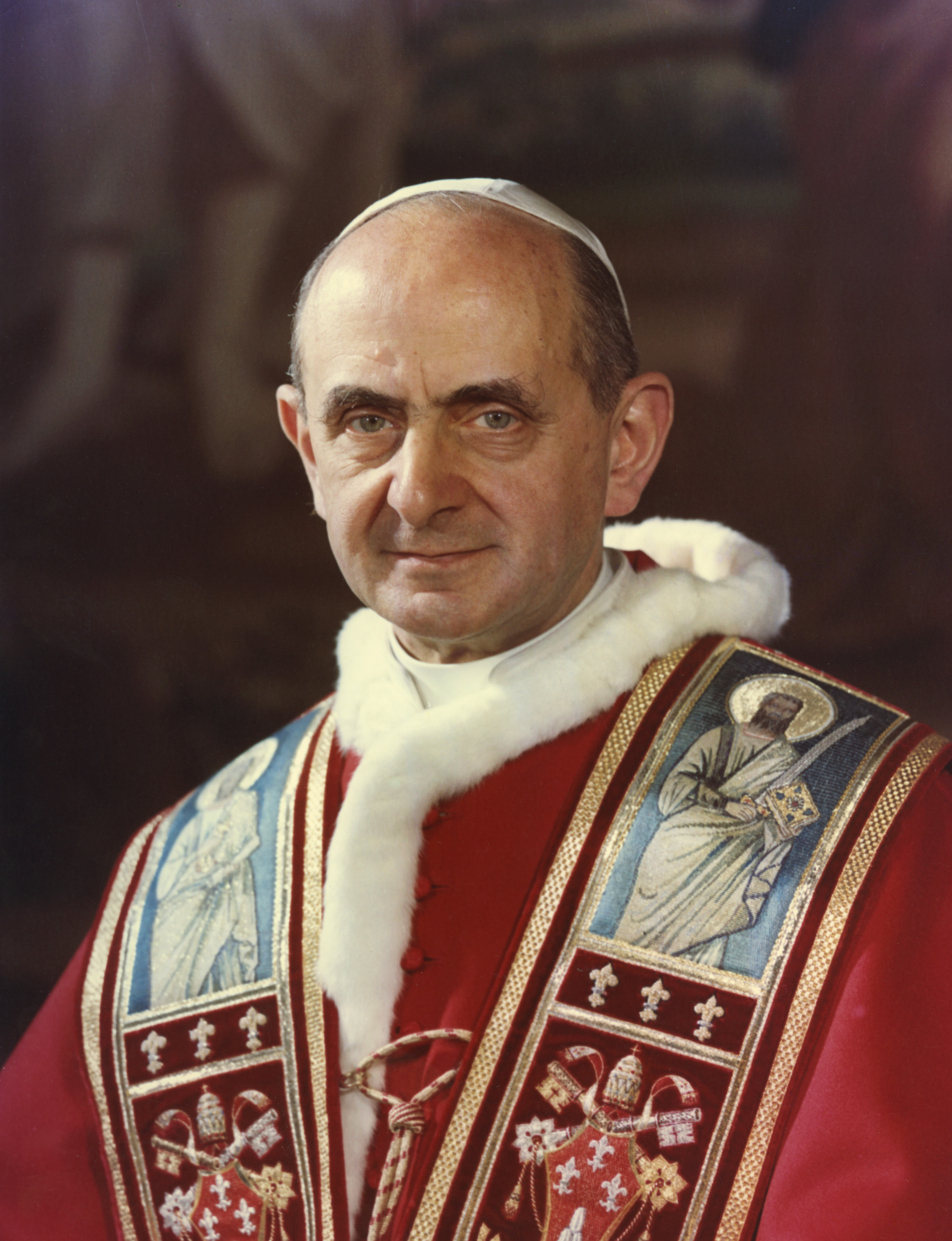
교황 바오로 6세

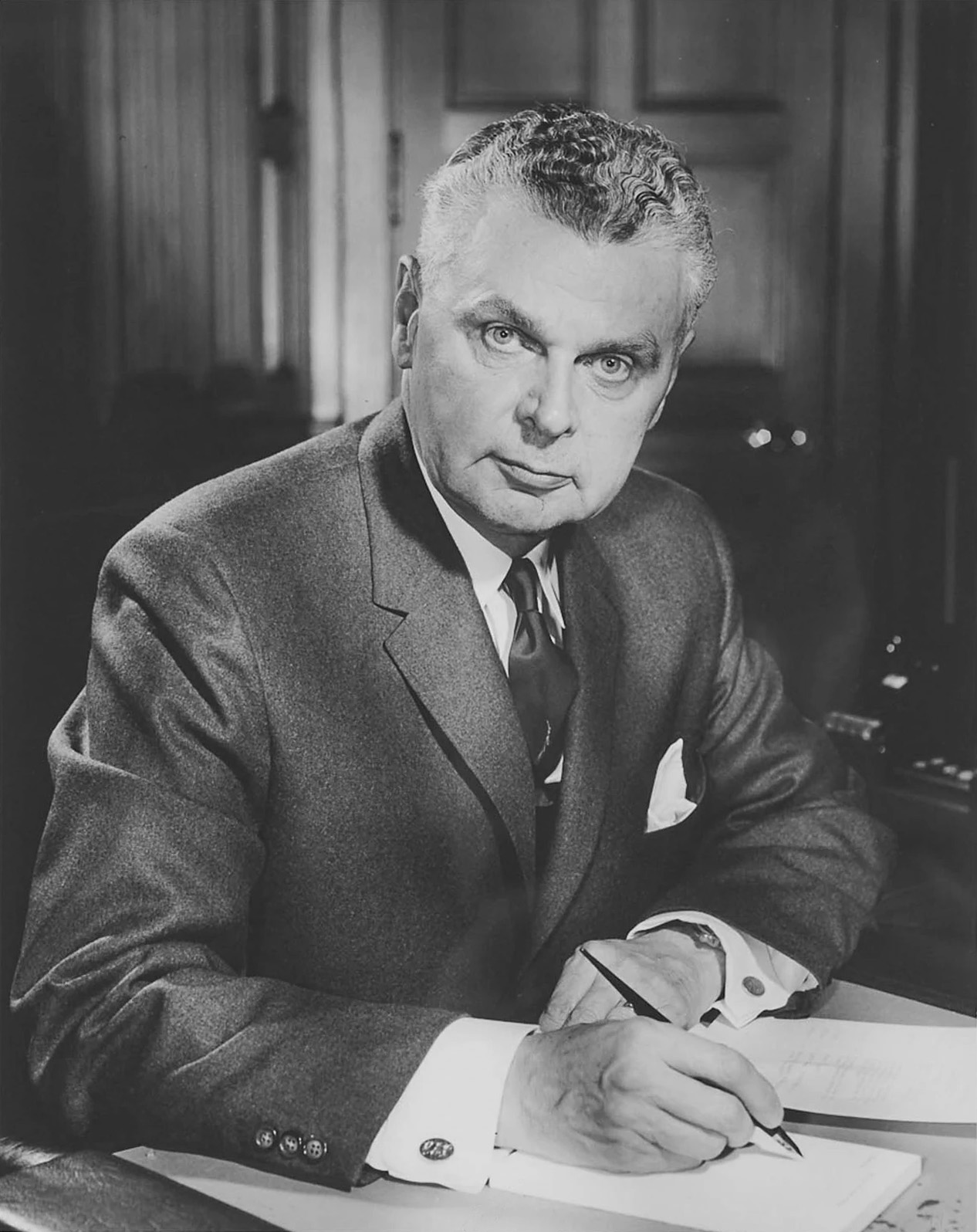
존 디펜베이커

- 1월 13일 - 미국의 부통령 휴버트 험프리. (1911년~)
- 1월 14일 - 오스트리아의 수학자 쿠르트 괴델. (1906년~)
- 1월 28일 - 영국의 예술사회학자 아르놀트 하우저. (1892년~)
- 2월 28일 - 미국의 한국계 영화배우 안필립. (1905년~)
- 3월 24일 - 대한민국의 시인 박목월. (1915년~)
- 4월 28일 - 아프가니스탄의 정치인 모하마드 다우드 칸. (1909년~)
- 4월 29일 - 대한민국의 시인 윤영춘. (1972년~)
- 5월 1일 -  소련의 아르메니아계 작곡가 아람 하차투리안. (1903년~)
- 5월 14일 - 오스트레일리아의 총리 로버트 멘지스. (1894년~)
- 5월 31일 - 헝가리의 축구 선수, 축구 감독 보지크 요제프. (1925년~)
- 6월 5일 - 미국의 정치인 조지프 몬토야. (1915년~)
- 7월 25일 - 대한민국의 조직폭력배, 기업인 선우영빈. (1909년~)
- 8월 6일 -  제262대의 교황 교황 바오로 6세. (1897년~)
- 8월 16일 - 캐나다의 총리 존 디펜베이커. (1895년~)
- 11월 28일 - 아르헨티나의 축구 선수 안토니오 베스푸시오 리베르티. (1902년~)

## 노벨상
- 경제학상:허버트 사이먼
- 문학상:아이작 바셰비스 싱어
- 물리학상:아노 알런 펜지어스, 로버트 우드로 윌슨, 표트르 레오니도비치 카피차
- 생리학 및 의학상:베르너 아르버,대니얼 네이션스,해밀턴 오셔널 스미스
- 평화상:무하마드 안와르 사다트, 메나헴 베긴
- 화학상:피터 미첼

## 달력
| 1월 |    |    |    |    |    |    |
| 일  | 월 | 화 | 수 | 목 | 금 | 토 |
| 1   | 2  | 3  | 4  | 5  | 6  | 7  |
| 8   | 9  | 10 | 11 | 12 | 13 | 14 |
| 15  | 16 | 17 | 18 | 19 | 20 | 21 |
| 22  | 23 | 24 | 25 | 26 | 27 | 28 |
| 29  | 30 | 31 |    |    |    |    |

| 2월 |    |    |    |    |    |    |
| 일  | 월 | 화 | 수 | 목 | 금 | 토 |
|     |    |    | 1  | 2  | 3  | 4  |
| 5   | 6  | 7  | 8  | 9  | 10 | 11 |
| 12  | 13 | 14 | 15 | 16 | 17 | 18 |
| 19  | 20 | 21 | 22 | 23 | 24 | 25 |
| 26  | 27 | 28 |    |    |    |    |

| 3월 |    |    |    |    |    |    |
| 일  | 월 | 화 | 수 | 목 | 금 | 토 |
|     |    |    | 1  | 2  | 3  | 4  |
| 5   | 6  | 7  | 8  | 9  | 10 | 11 |
| 12  | 13 | 14 | 15 | 16 | 17 | 18 |
| 19  | 20 | 21 | 22 | 23 | 24 | 25 |
| 26  | 27 | 28 | 29 | 30 | 31 |    |

| 4월 |    |    |    |    |    |    |
| 일  | 월 | 화 | 수 | 목 | 금 | 토 |
|     |    |    |    |    |    | 1  |
| 2   | 3  | 4  | 5  | 6  | 7  | 8  |
| 9   | 10 | 11 | 12 | 13 | 14 | 15 |
| 16  | 17 | 18 | 19 | 20 | 21 | 22 |
| 23  | 24 | 25 | 26 | 27 | 28 | 29 |
| 30  |    |    |    |    |    |    |

| 5월 |    |    |    |    |    |    |
| 일  | 월 | 화 | 수 | 목 | 금 | 토 |
|     | 1  | 2  | 3  | 4  | 5  | 6  |
| 7   | 8  | 9  | 10 | 11 | 12 | 13 |
| 14  | 15 | 16 | 17 | 18 | 19 | 20 |
| 21  | 22 | 23 | 24 | 25 | 26 | 27 |
| 28  | 29 | 30 | 31 |    |    |    |

| 6월 |    |    |    |    |    |    |
| 일  | 월 | 화 | 수 | 목 | 금 | 토 |
|     |    |    |    | 1  | 2  | 3  |
| 4   | 5  | 6  | 7  | 8  | 9  | 10 |
| 11  | 12 | 13 | 14 | 15 | 16 | 17 |
| 18  | 19 | 20 | 21 | 22 | 23 | 24 |
| 25  | 26 | 27 | 28 | 29 | 30 |    |

| 7월 |    |    |    |    |    |    |
| 일  | 월 | 화 | 수 | 목 | 금 | 토 |
|     |    |    |    |    |    | 1  |
| 2   | 3  | 4  | 5  | 6  | 7  | 8  |
| 9   | 10 | 11 | 12 | 13 | 14 | 15 |
| 16  | 17 | 18 | 19 | 20 | 21 | 22 |
| 23  | 24 | 25 | 26 | 27 | 28 | 29 |
| 30  | 31 |    |    |    |    |    |

| 8월 |    |    |    |    |    |    |
| 일  | 월 | 화 | 수 | 목 | 금 | 토 |
|     |    | 1  | 2  | 3  | 4  | 5  |
| 6   | 7  | 8  | 9  | 10 | 11 | 12 |
| 13  | 14 | 15 | 16 | 17 | 18 | 19 |
| 20  | 21 | 22 | 23 | 24 | 25 | 26 |
| 27  | 28 | 29 | 30 | 31 |    |    |

| 9월 |    |    |    |    |    |    |
| 일  | 월 | 화 | 수 | 목 | 금 | 토 |
|     |    |    |    |    | 1  | 2  |
| 3   | 4  | 5  | 6  | 7  | 8  | 9  |
| 10  | 11 | 12 | 13 | 14 | 15 | 16 |
| 17  | 18 | 19 | 20 | 21 | 22 | 23 |
| 24  | 25 | 26 | 27 | 28 | 29 | 30 |

| 10월 |    |    |    |    |    |    |
| 일   | 월 | 화 | 수 | 목 | 금 | 토 |
| 1    | 2  | 3  | 4  | 5  | 6  | 7  |
| 8    | 9  | 10 | 11 | 12 | 13 | 14 |
| 15   | 16 | 17 | 18 | 19 | 20 | 21 |
| 22   | 23 | 24 | 25 | 26 | 27 | 28 |
| 29   | 30 | 31 |    |    |    |    |

| 11월 |    |    |    |    |    |    |
| 일   | 월 | 화 | 수 | 목 | 금 | 토 |
|      |    |    | 1  | 2  | 3  | 4  |
| 5    | 6  | 7  | 8  | 9  | 10 | 11 |
| 12   | 13 | 14 | 15 | 16 | 17 | 18 |
| 19   | 20 | 21 | 22 | 23 | 24 | 25 |
| 26   | 27 | 28 | 29 | 30 |    |    |

| 12월 |    |    |    |    |    |    |
| 일   | 월 | 화 | 수 | 목 | 금 | 토 |
|      |    |    |    |    | 1  | 2  |
| 3    | 4  | 5  | 6  | 7  | 8  | 9  |
| 10   | 11 | 12 | 13 | 14 | 15 | 16 |
| 17   | 18 | 19 | 20 | 21 | 22 | 23 |
| 24   | 25 | 26 | 27 | 28 | 29 | 30 |
| 31   |    |    |    |    |    |    |

### 음양력 대조 일람
| 음력월 | 월건 | 대소 | 음력 1일의 양력 월일 | 음력 1일 간지 |
| ------ | ---- | ---- | -------------------- | ------------- |
| 1월    | 갑인 | 대   | 2월 7일              | 경자          |
| 2월    | 을묘 | 대   | 3월 9일              | 경오          |
| 3월    | 병진 | 소   | 4월 8일              | 경자          |
| 4월    | 정사 | 대   | 5월 7일              | 기사          |
| 5월    | 무오 | 소   | 6월 6일              | 기해          |
| 6월    | 기미 | 대   | 7월 5일              | 무진          |
| 7월    | 경신 | 대   | 8월 4일              | 무술          |
| 8월    | 신유 | 소   | 9월 3일              | 무진          |
| 9월    | 임술 | 대   | 10월 2일             | 정유          |
| 10월   | 계해 | 소   | 11월 1일             | 정묘          |
| 11월   | 갑자 | 대   | 11월 30일            | 병신          |
| 12월   | 을축 | 소   | 12월 30일            | 병인          |